# Richard Stanton
Richard Stanton (Iowa, 8 ottobre 1876 – Los Angeles, 22 maggio 1956) è stato un attore e regista statunitense del cinema muto.

## Biografia
Il suo esordio cinematografico risale al 1911: Stanton recitò in The Immortal Alamo di William F. Haddock, un cortometraggio prodotto da Georges Méliès che vi apparve anche come attore. Stanton recitò solo fino al 1916: in questo periodo, fu interprete di sessantanove film.
Nel 1914, era passato alla regia con un western sceneggiato da Thomas H. Ince. Da regista, firmò cinquantasette film. Nel 1920, diresse Bride 13, un serial prodotto dalla Fox e interpretato da Marguerite Clayton. L'ultima regia di Stanton è American Pluck del 1925.
Nella sua carriera, sceneggiò anche cinque film e, nel 1915, produsse Graft, una pellicola co-diretta insieme a George Lessey.
Richard Stanton morì a Los Angeles il 22 maggio 1956, all'età di 79 anni.

## Filmografia
La filmografia è completa. Quando manca il nome del regista, questo non viene riportato nei titoli

### Attore
- The Immortal Alamo, regia di William F. Haddock – cortometraggio (1911)
- The Will of Destiny – cortometraggio (1912)
- The Reckoning, regia di Thomas H. Ince – cortometraggio (1912)
- A White Lie, regia di Thomas H. Ince – cortometraggio (1912)
- The Doctor's Double, regia di Fred J. Balshofer – cortometraggio (1912)
- The Beach Combers (1912)
- The Sergeant's Boy, regia di Thomas H. Ince (1912)
- Judgment of the Sea (1912)
- The Man They Scorned, regia di Reginald Barker e Thomas H. Ince (1912)
- Linked by Fate – cortometraggio (1912)
- For the Cause, regia di Francis Ford e Thomas H. Ince (1912)
- Jack's Burglar (1912)
- The Great Sacrifice, regia di Raymond B. West – cortometraggio (1913)
- Her Great Chance – cortometraggio (1913)
- The Kiss of Salvation (1913)
- A Shadow of the Past, regia di Thomas H. Ince – cortometraggio (1913)
- The Struggle (1913)
- The Wheels of Destiny, regia di Francis Ford (1913)
- The Sergeant's Secret (1913)
- Honor Thy Mother (1913)
- On Fortune's Wheel, regia di Charles Giblyn (1913)
- A Southern Cinderella, regia di Burton L. King – cortometraggio (1913)
- A Black Conspiracy, regia di Walter Edwards – cortometraggio (1913)
- Past Redemption, regia di Burton L. King (1913)
- For Love of the Flag, regia di Burton L. King (1913)
- In the Secret Service, regia di Henry MacRae (1913)
- The Sea Dog, regia di Thomas H. Ince (1913)
- A Dixie Mother, regia di Jay Hunt (1913)
- From the Shadows, regia di Charles Giblyn – cortometraggio (1913)
- The Seal of Silence, regia di Charles Giblyn – cortometraggio (1913)
- Banzai, regia di Charles Giblyn – cortometraggio (1913)
- The Flame in the Ashes, regia di Frank Morty – cortometraggio (1913)
- The Struggle, regia di Jack Conway e Frank Montgomery – cortometraggio (1913)
- A Highland Romance, regia di Raymond B. West (1913)
- The Forlorn Hope, regia di Jay Hunt (1913)
- The Heart of Kathleen, regia di Raymond B. West (1913)
- A Woman's Wit, regia di Reginald Barker (1913)
- Widow Maloney's Faith, regia di Raymond B. West – cortometraggio (1913)
- The Woman, regia di Charles Giblyn – cortometraggio (1913)
- True Irish Hearts, regia di Raymond B. West (1914)
- Harp of Tara, regia di Raymond B. West – cortometraggio (1914)
- Divorce, regia di Raymond B. West (1914)
- The Secret Lode, regia di Walter Edwards (1914)
- North of 53, regia di Jay Hunt – cortometraggio (1914)
- Wolves of the Underworld, regia di Jay Hunt (1914)
- The Colonel's Orderly, regia di Jay Hunt – cortometraggio (1914)
- Shorty and the Aridville Terror (1914)
- Jim Regan's Last Raid, regia di Richard Stanton (1914)
- The Sheriff's Sister, regia di Richard Stanton (1914)
- No-Account Smith's Baby, regia di Richard Stanton (1914)
- The Sheriff of Muscatine, regia di Richard Stanton (1914)
- The End of the Galley, regia di Richard Stanton (1914)
- The Desperado, regia di Gilbert P. Hamilton – cortometraggio (1914)
- In the Clutches of the Gangsters, regia di Richard Stanton (1914)
- The Master of the House, regia di Richard Stanton – cortometraggio (1914)
- A Political Feud, regia di Thomas H. Ince e Richard Stanton (1914)
- The Man at the Key, regia di Richard Stanton (1915)
- On the High Seas, regia di Richard Stanton (1915)
- The Winged Messenger, regia di Richard Stanton (1915)
- The Sons of Toil, regia di Richard Stanton (1915)
- The Strike at Centipede Mine, regia di Richard Stanton (1915)
- The Floating Death, regia di Richard Stanton (1915)
- The Phantom Extra, regia di Richard Stanton (1915)
- The Golden Trail, regia di Richard Stanton – cortometraggio (1915)
- The Living Wage, regia di Richard Stanton (1915)
- The Wasp, regia di B. Reeves Eason (1915)
- Inside Facts, regia di Richard Stanton – cortometraggio (1915)
- Graft, regia di George Lessey e Richard Stanton - serial cinematografico (1915)
- Fool's Gold, regia di Richard Stanton (1916)
- The Unexpected Scoop, regia di Richard Stanton – cortometraggio (1916)
- The Speed King, regia di Richard Stanton (1916)
- The Trail of Chance, regia di Lucius Henderson – cortometraggio (1916)
- The Pinnacle, regia di Richard Stanton – cortometraggio (1916)

### Regista
- Shorty Escapes Marriage (1914)
- Shorty Gets Into Trouble (1914)
- Jim Regan's Last Raid (1914)
- The Sheriff's Sister (1914)
- No-Account Smith's Baby (1914)
- The Sheriff of Muscatine (1914)
- The End of the Galley (1914)
- In the Clutches of the Gangsters (1914)
- The Master of the House, regia di Richard Stanton – cortometraggio (1914)
- A Political Feud (1914)
- Sergeant Jim's Horse (1915)
- Shorty's Adventures in the City (1915)
- Shorty's Secret (1915)
- The Man at the Key (1915)
- On the High Seas (1915)
- The Winged Messenger (1915)
- The Sons of Toil (1915)
- The Strike at Centipede Mine (1915)
- The Floating Death (1915)
- The Sea Ghost  – cortometraggio (1915)
- The Hammer (1915)
- The Phantom Extra (1915)
- The Golden Trail – cortometraggio (1915)
- The Girl from the East (1915)
- The Living Wage (1915)
- Inside Facts – cortometraggio (1915)
- Graft, co-regia di George Lessey - serial (1915)
- Aloha Oe, co-regia di Charles Swickard e Gilbert P. Hamilton (1915)
- Fool's Gold (1916)
- The Beast (1916)
- The Unexpected Scoop – cortometraggio (1916)
- The Speed King (1916)
- The Pinnacle – cortometraggio (1916)
- The Love Thief (1916)
- One Touch of Sin (1917)
- Her Temptation (1917)
- The Topsy Turvy Twins (1917)
- Durand of the Bad Lands (1917)
- The Spy (1917)
- The Yankee Way (1917)
- North of Fifty-Three, co-regia di William Desmond Taylor (1917)
- The Scarlet Pimpernel (1917)
- Why I Should Not Marry (1918)
- Stolen Honor (1918)
- Il paria (Cheating the Public) (1918)
- Rough and Ready (1918)
- Why America Will Win (1918)
- The Caillaux Case (1918)
- Why I Would Not Marry (1918)
- The Jungle Trail (1919)
- Checkers (1919)
- Sink or Swim (1920)
- Bride 13 - serial (1920)
- The Face at Your Window (1920)
- Thunderclap (1921)
- McGuire of the Mounted (1923)
- American Pluck (1925)

### Sceneggiatore
- Sergeant Jim's Horse, regia di Richard Stanton (1915)
- The Sea Ghost, regia di Richard Stanton – cortometraggio (1915)
- The Beast, regia di Richard Stanton (1916)
- Cheating the Public, regia di Richard Stanton (1918)
- Rough and Ready, regia di Richard Stanton (1918)

### Produttore
- Graft, regia di George Lessey e [Richard Stanton - serial cinematografico (1915)